# Eugène Souville
Joseph Eugène Souville (L'Isle-en-Dodon, 7 octobre 1821-Aurignac, 25 février 1909), est un officier de marine et écrivain français.

## Biographie
Fils d'un pharmacien nommé Joseph et de Marie Louise victoire Félicité Daran, il entre dans la marine en 1837. Aspirant de 2e classe (1er septembre 1839, il élève de 1re classe (1er novembre 1841), il devient enseigne de vaisseau le 16 novembre 1843. Il sert alors sur le Vautour en Algérie (1847) puis sur la corvette à vapeur Hôpital Titan en Méditerranée et est nommé lieutenant de vaisseau le 21 octobre 1850.
Promu capitaine de frégate en 1860, il quitte la marine en 1863.

## Récompenses et distinctions
- Chevalier de la Légion d'honneur (14 aout 1852)

## Œuvres
- Voyage de Quito en 1850, 1886
- L'Amiral Fourichon pendant la guerre franco-allemande, 1887
- Mes souvenirs maritimes (1837-1863), préface de Robert Degouy, Perrin, 1914